# Literaturmuseum

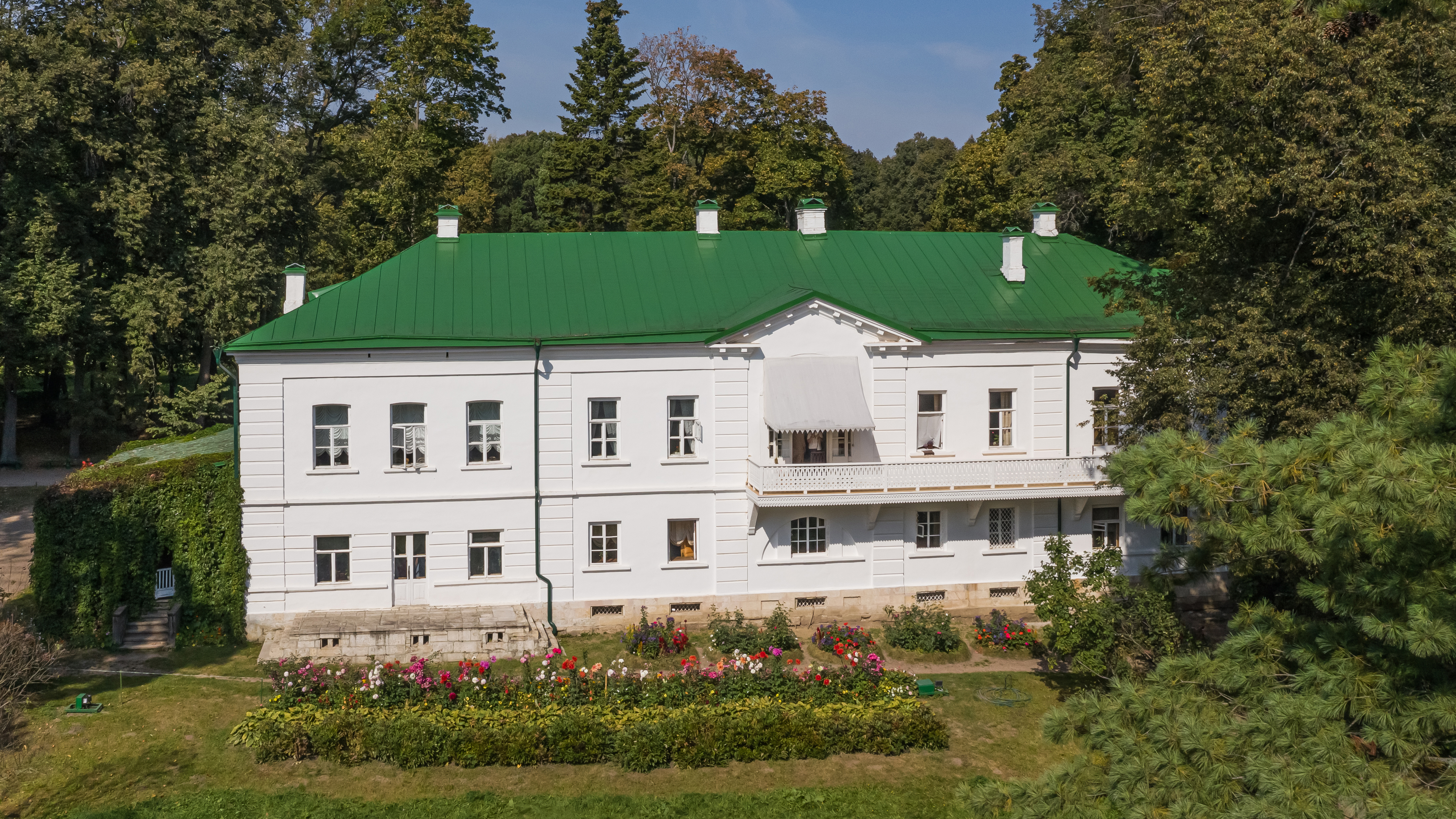
Leo-Tolstoi-Museum in Russland

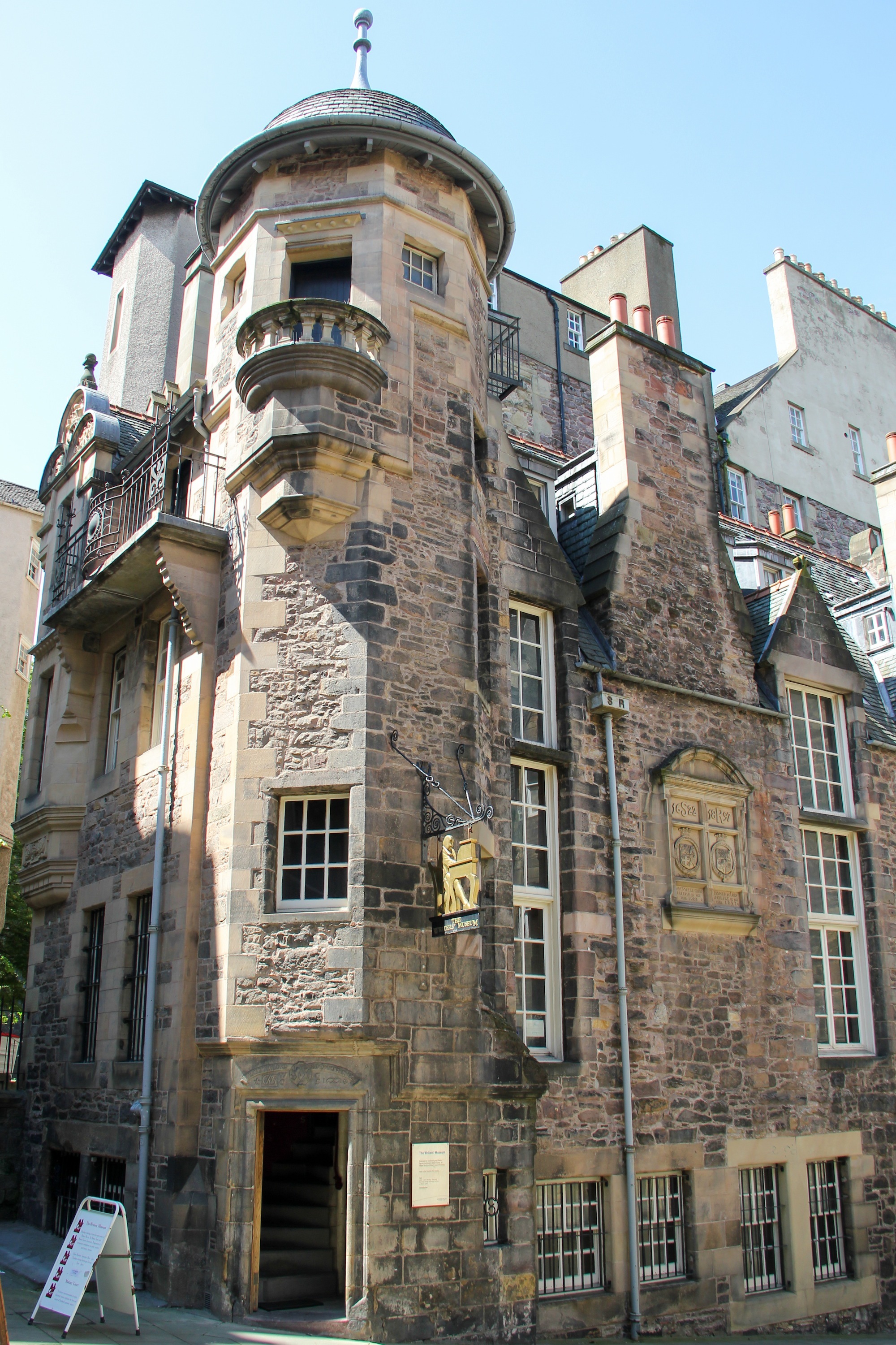
Scottish Writers’ Museum in Edinburgh

Ein Literaturmuseum sammelt, pflegt und präsentiert Zeugnisse über Autoren des literarischen Lebens, literarische Themen bzw. literarische Produktionen. Oft befinden sich derartige Museen in einer ehemaligen Lebens- und Wirkungsstätte eines Autors, die auch selbst, falls sie als Ganzes oder in Teilen erhalten geblieben ist, zum musealen Gegenstand werden kann. Auch Kollektionen von Sammlern oder bestimmte Bibliotheken können zum Ausgangspunkt für die Etablierung eines Literaturmuseums werden.

## Verwandte Bezeichnungen
Ein Literaturmuseum, das nur aus einem einzigen Raum besteht, wird meist als „literarische Gedenkstätte“ oder „literarisches Gedenkzimmer“ bezeichnet.

## Thematische Breite
In der Regel sind Literaturmuseen einzelnen, manchmal auch mehreren Schriftstellern gewidmet.

## Standortwahl
Je nachdem, ob ein Schriftsteller im betreffenden Gebäude gelebt (bzw. sich aufgehalten) hat oder nicht, werden interne und externe Literaturmuseen unterschieden. Ausschlaggebend für die Wahl des Standorts eines Literaturmuseums sind unter anderem
- der Platzbedarf für die Ausstellung (samt begleitender Infrastruktur),
- das Besucheraufkommen,
- die Anfahrtswege und Parkmöglichkeiten sowie
- die Eigentumsverhältnisse am Gebäude.